# 拉塞爾 (愛荷華州)
拉塞爾（英語：Russell）是一個位於美國愛荷華州盧卡斯縣的城市。

## 地理
拉塞爾的座標為40°58′57″N 93°11′55″W / 40.98250°N 93.19861°W，而該地的平均海拔高度為313米（即1027英尺）。

## 人口
根據2010年美國人口普查的數據，拉塞爾的面積為2.69平方千米，當中陸地面積為2.69平方千米，而水域面積為0.00平方千米。當地共有人口554人，而人口密度為每平方千米205人。